# FC Winterthur/Saison 2010/11
Dieser Artikel hat den FC Winterthur in der Saison 2010/11 zum Thema. Der FC Winterthur schloss diese Saison in der Challenge League auf den 13. Platz ab und schied im Schweizer Cup in der zweiten Runde gegen den gleichklassigen FC Wohlen aus.

## Saisonverlauf

### Vorbereitung
Bereits vor Trainingsstart zeichneten sich die Abgänge von vier Winterthurern zu den Grasshoppers ab: Einerseits verliessen Amir Abrashi und Ermir Lenjani den FCW leihweise und andererseits wurden Innocent Emeghara und der U21-Spieler Remo Freuler definitiv zu den Zürchern transferiert. Als Zuzüge konnte Winterthur neben mehreren Nachwuchsspielern den Mittelfeldspieler Nico Thüring vom SC Kriens sowie Pasquale Sbarra von APEP Pitsilia. Ausserdem kehrte Goalie Christian Leite von seiner Leihe beim FC Gossau zum FC Winterthur zurück. Die Bilanz der Testspiele war mit Niederlagen gegen die Super-League-Vereine FC St. Gallen (2:4), YB (2:4), AC Bellinzona (1:4) und bei einem Spiel über die halbe Dauer im Zürcher Oberland-Cup gegen GC (0:1) eher durchzogen. Ein «gutes und einsatzvolles Spiel» konnte Winterthur bei seinem 2:2 gegen den ägyptischen Serienmeister Zamalek Kairo zeigen, gewinnen konnte er ein Testspiel gegen den Erstligisten YF Juventus Zürich und die Hauptprobe gegen den gleichklassigen FC Schaffhausen mit 4:1. Der Landbote bilanzierte dem FCW insgesamt eine «unaufgeregte Vorbereitung mit guten Leistungen».

### Hinrunde
Trotz der Verluste dreier Stammspieler an GC war Trainer Kuzmanovic zuversichtlich, dass der FCW weiterhin auf Vorjahresniveau spielen kann und sah den FCW sogar als besser als zuletzt an. Auch Der Landbote formulierte als Ziel für die neue Saison, dass der FCW wieder vorne mitspielen sollte, um damit an die zuletzt guten Leistungen der Vorsaison anzuknüpfen.
Die Siegesserie aus der Vorsaison konnte jedoch in den ersten beiden Spielen mit Niederlagen gegen ein zu diesem Zeitpunkt auch in der Europa-League-Qualifikation überzeugendes Lausanne und gegen den SC Kriens nicht bestätigt werden. Danach konnte jedoch der vermeintliche Fehlstart mit drei Siegen in Folge vorerst korrigiert werden, die positive Bilanz hielt jedoch in den folgenden Spielen nicht an und es zeichnete sich eine mangelnde Kontanz der Mannschaft ab. Mitte September kam mit Newton Ben Katanha (FC Wettswil-Bonstetten) noch eine zusätzliche Verstärkung für den Sturm zum FCW, nachdem die Rainer Bieli und Goran Antic hinter den Erwartungen zurückblieben. Anfang Oktober hatte sich der FCW nach je zwei weiteren Unentschieden und Niederlagen auf Platz 11 eingependelt mit lediglich drei Punkten Reserve auf die Abstiegsplätze. Auch im Cup lief es Winterthur nicht besser, nachdem die Winterthur gegen den FC Freienbach in die Verlängerung mussten, wurden einen Monat später vom FC Wohlen gleich mit 1:5 aus dem Cup befördert.
Bis Dezember änderte sich auch in der Meisterschaft nichts mehr an der Ausgangslage: Der FCW beendete eine laut Landboten «nie konstante, nie stabile» Vorrunde mit insgesamt 18 Punkten Ausbeute auf Platz 11 mit einem Vorsprung von acht Punkten auf die Abstiegsplätze. Bei der Halbzeitanalyse des Landboten wurde auch bei Trainer Kuzmanovic eine Fehleinschätzung verortet, der seine Mannschaften trotz mehrerer Abgänge weiterhin als gleich stark wie letzte Saison eingestuft hatte und zudem im Vergleich zum Vorjahr ein weniger glückliches Händchen auf dem Transfermarkt zeigte. In der Einzelkritik des Landboten wurde Stefan Iten mit einer 5 als bester Spieler der Hinrunde erkoren. Die mässige Leistung der Vorrunde widerspiegelnd, wurden jedoch gleich vier Spieler mit einer klar ungenügenden Schulnote von 3 bewertet: Luca Radice, Michel Sprunger, Goran Antic und Torhüter Vaso Vasić, der nach bereits zwei Spielen seine Position als Stammtorhüter verloren hatte. Drei weitere Spieler wurden mit einer ebenfalls ungenügenden 3–4 bewertet.
In der Winterpause wurde zudem das Siegerprojekt «Das Runde muss ins Eckige» für den Ausbau der Schützenwiese vorgestellt, dass sich gegen 29 Konkurrenten durchsetzte. Mit dem im Projekt vorgesehenen etappierten Ausbau der Schützenwiese kann für die Super-League-Tauglichkeit auf einen vollständigen Ausbau des Stadions verzichtet werden. Im Endausbau würde das Stadion laut Projekt der Architekten Sollberger Bögli rund 10'300 Plätze fassen, davon 3'300 auf Stehplätzen. Für den Verein war nach Veröffentlichung des Siegerprojekts die Realisation der Gegentribüne als erste Etappe für geschätzte Kosten von 12,8 Mio. Fr. prioritär, deren Bau schliesslich 2015 erfolgte.

### Rückrunde
Der erste öffentliche Auftritt hatte der FC Winterthur wie üblich bei den Hallenmasters in der Eishalle Deutweg, in der fünften Austragung des Turniers wurden die Winterthur nach einer Finalniederlage gegen den FC Luzern Zweiter. Testspiele wurden gegen die Grasshoppers U21 (4:2), den FC Aarau (0:2), die BSC Young Boys (1:1) sowie im Trainingslager im südtürkischen Side gegen den norwegischen Erstligisten Brann Bergen (0:2), den bulgarischen Erstligisten FC Tschernomorez Burgas (1:1) und den bosnischen Erstligisten FK Sarajevo (3:1) ausgetragen. Die Hauptprobe gegen den FC Schaffhausen endete mit einem 2:2-Unentschieden aus. Rückblickend auf die Testspiele äusserte sich Trainer Kuzmanovic, dass «eine andere Mannschaft» als im Herbst am Werk gewesen sei.
An der Transferfront konnte der FCW den Routinier und Innenverteidiger Daniel Sereinig verpflichten, der zuletzt mehrheitlich in der 2. Mannschaft des SC Freiburg gespielt hat. Als Verstärkung im Sturm wurde aus St. Gallen leihweise Murat Ural verpflichtet und von den Grasshoppers kam nach Leihende Ermir Lenjani nach Winterthur zurück. Dafür löste mit Mattias Schnorf ein langjähriger FCW-Spieler seinen Vertrag nach zwei Spielen auf, um seine Karriere mit einem Ausflug in die USA fortzusetzen.
In der Rückrundenvorschau titelte der Landbote, dass eine klare Steigerung gefordert sei. Insbesondere ein Fehlstart wie in der Hinrunde soll vermieden werden. Diese Vorgabe konnte der FCW jedoch mit einer 1:2-Niederlage gegen Chiasso und einem 1:1-Unentschieden gegen den FC Wohlen mit jeweils einem Gegentor in der 92. Minute nicht erfüllen. Nach einem weiteren 0:0-Unentschieden folgte erst im vierten Spiel gegen die SR Delémont der erste Dreier der Rückrunde. Die Lage verbesserte sich auch in der Folge nicht, sodass sich der FCW spätestens Mitte April nach einer Heimniederlage gegen den Tabellenletzten Yverdon im Abstiegskampf wiederfand. Der Vorsprung auf den vorletzten Platz war bis dahin auf nur noch drei Punkte geschmolzen. Zwar konnte er sich nach dieser Niederlage mit seinem zweiten Sieg der Rückrunde gegen Lugano kurzfristig Luft verschaffen, wurde aber durch eine gleich darauf folgende Niederlage gegen den ebenfalls abstiegsgefährdeten FC Locarno wieder zurückgeworfen. Unter Eindruck der schlechten Leistungen flammte in Winterthur auch die Trainerdiskussion wieder auf und obwohl Kuzmanovic gegenüber dem Präsidenten bereits seinen Rücktritt im Falle einer danach auch eingetretenen Niederlage ankündigte, wurde er von Hannes W. Keller weiterhin im Amt gehalten. Dies bezahlte sich insofern aus, als dass die Mannschaft sich den Klassenerhalt eine Runde vor Schluss durch einen Fallrückziehertor von Rainer Bieli definitiv sichern konnte – dies jedoch so spät wie seit sieben Jahren nicht mehr. In der gesamten Rückrunde konnte Winterthur nur zwei Siege und elf Punkte verbuchen.
Entsprechend dem Saisonverlauf war am Ende auch die Bilanz des Landboten, dass der FCW diese Saison schlichtwegs «in den Sand gesetzt» habe. Bezüglich seines Saisonziels hielt der Trainer Kuzmanovic auch zu Ende Saison noch fest, dass dieses angesichts der Mannschaft «berechtigt» war und dieses aufgrund «Mängeln in der charakterlichen Zusammensetzung» und weil «Leistungsträger nicht funktionierten» nicht erreicht werden konnte. In ihrer Einzelwertung vergab der Landbote weniger als der Hälfte der Spieler eine genügende Note. Am besten bewertet mit je einer 4–5 wurden noch der in der Rückrunde hinzugekommene Verteidiger und Führungsspieler Daniel Sereinig sowie Stürmer Kris Kuzmanovic. Am anderen Ende der Skala fanden sich Vaso Vasić, Dominik Ritter, Luca Zuffi und Rainer Bieli, die lediglich mit einer 3 bewertet wurden.

## Kader Saison 2010/11
Kader, basierend auf Angaben von transfermarkt.ch, abgerufen am 4. Januar 2019
| Nummer     | Spieler                | Geburtstag         | Nationalität | Im Team seit | Letzter Verein                                  |     |     |
| Tor        | Tor                    | Tor                | Tor          | Tor          | Tor                                             | Tor | Tor |
| ---------- | ---------------------- | ------------------ | ------------ | ------------ | ----------------------------------------------- | --- | --- |
| 1          | Christian Leite        | 09. November 1985  | Brasilien    | 2010         | FC Gossau                                       |     |     |
| 18         | Vaso Vasić             | 26. April 1990     | Serbien      | 2008         | Grasshopper Club Zürich U21                     |     |     |
| 32         | Marko Vasilj           | 06. Mai 1991       | Kroatien     | 2009         | eigene Jugend                                   |     |     |
| Abwehr     |                        |                    |              |              |                                                 |     |     |
| 3          | Nick von Niederhäusern | 28. September 1989 | Schweiz      | 2007         | eigene Jugend                                   |     |     |
| 5          | Stefan Iten            | 05. Februar 1985   | Schweiz      | 2009         | FC Vaduz                                        |     |     |
| 6          | Mattias Schnorf        | 21. April 1984     | Schweiz      | 2001         | Grasshopper Club Zürich U21                     |     |     |
| 20         | Pasquale Sbarra        | 05. August 1989    | Schweiz      | 2010         | APEP Pitsilia (GRE)                             |     |     |
| 21         | Raymond Tinner         | 16. April 1991     | Schweiz      | 2010         | eigene Jugend                                   |     |     |
| 26         | Granit Lekaj           | 23. Februar 1990   | Schweiz      | 2010         | eigene Jugend                                   |     |     |
| 28         | Ermir Lenjani          | 05. August 1989    | Schweiz      | 2011         | Grasshopper Club Zürich                         |     |     |
| 29         | Daniel Sereinig        | 10. Mai 1982       | Schweiz      | 2010         | SC Freiburg (GER)                               |     |     |
| Mittelfeld |                        |                    |              |              |                                                 |     |     |
| 2          | Dominik Ritter         | 23. Juni 1989      | Schweiz      | 2010         | FC Basel (zuletzt ausgeliehen an den FC Wohlen) |     |     |
| 4          | Luca Zuffi             | 27. März 1990      | Schweiz      | 2007         | eigene Jugend                                   |     |     |
| 7          | Kristian Kuzmanovic    | 06. Mai 1988       | Niederlande  | 2008         | eigene Jugend                                   |     |     |
| 8          | Nico Thüring           | 07. April 1986     | Schweiz      | 2010         | SC Kriens                                       |     |     |
| 11         | Michel Sprunger        | 30. April 1985     | Italien      | 2008         | Concordia Basel                                 |     |     |
| 14         | Sven Lüscher           | 05. März 1984      | Schweiz      | 2009         | BSC Young Boys                                  |     |     |
| 15         | Patrik Schuler         | 14. März 1990      | Schweiz      | 2009         | eigene Jugend                                   |     |     |
| 16         | Fabio Serafini         | 02. November 1990  | Schweiz      | 2009         | eigene Jugend                                   |     |     |
| 19         | Denis Simijonovic      | 24. August 1992    | Schweiz      | 2010         | eigene Jugend                                   |     |     |
| 21         | Matteus Senkal         | 03. Februar 1990   | Schweiz      | 2008         | FC Lugano                                       |     |     |
| 22         | Luis Frangão           | 06. August 1985    | Schweiz      | 2006         | YF Juventus Zürich                              |     |     |
| 24         | Luca Radice            | 09. April 1987     | Italien      | 2006         | Inter Club Zurigo                               |     |     |
| 25         | Luca Russheim          | 10. Mai 1991       | Schweiz      | 2010         | eigene Jugend                                   |     |     |
| -          | Josip Uzelac           | 24. Oktober 1990   | Schweiz      | 2010         | eigene Jugend                                   |     |     |
| Angriff    |                        |                    |              |              |                                                 |     |     |
| 9          | Rainer Bieli           | 22. Februar 1979   | Schweiz      | 2009         | Concordia Basel                                 |     |     |
| 10         | Goran Antic            | 04. Juli 1985      | Schweiz      | 2009         | FC Aarau                                        |     |     |
| 17         | Coutinho               | 24. August 1989    | Portugal     | 2009         | FC Gossau (Leihe)                               |     |     |
| 25         | Vilson Doda            | 29. Juni 1990      | Schweiz      | 2010         | FC Zürich U21                                   |     |     |
| 27         | Newton Ben Katanha     | 03. Februar 1983   | Simbabwe     | 2010         | FC Wettswil-Bonstetten                          |     |     |
| 30         | Murat Ural             | 05. Juli 1987      | Schweiz      | 2011         | FC St. Gallen                                   |     |     |

## Transfers
Transfers, basierend auf Angaben der Webseite der transfermarkt.ch, abgerufen am 4. Januar 2019
| Zugänge            | Zugänge                 | Zugänge       | Zugänge         |
| Name               | abgebender Verein       | Transferart   | Transferperiode |
| ------------------ | ----------------------- | ------------- | --------------- |
| Newton Ben Katanha | FC Wettswil-Bonstetten  | ablösefrei    | Sommer 2010     |
| Christian Leite    | FC Gossau               | Leihende      | Sommer 2010     |
| Granit Lekaj       | FC Winterthur U21       | eigene Jugend | Sommer 2010     |
| Pasquale Sbarra    | APEP Pitsilia           | ?             | Sommer 2010     |
| Denis Simijonovic  | FC Winterthur U21       | eigene Jugend | Sommer 2010     |
| Nico Thüring       | SC Kriens               | ablösefrei    | Sommer 2010     |
| Raymond Tinner     | FC Winterthur U21       | eigene Jugend | Sommer 2010     |
| Josip Uzelac       | FC Winterthur U21       | eigene Jugend | Sommer 2010     |
| Ermir Lenjani      | Grasshopper Club Zürich | Leihende      | Winter 2011     |
| Daniel Sereinig    | SC Freiburg             | ablösefrei    | Winter 2011     |
| Murat Ural         | FC St. Gallen           | Leihe         | Winter 2011     |
| Abgänge            |                         |               |                 |
| Name               | aufnehmender Verein     | Transferart   | Transferperiode |
| Amir Abrashi       | Grasshopper Club Zürich | Leihe         | Sommer 2010     |
| Fabian Cecchini    | FC Oberwinterthur       | ablösefrei    | Sommer 2010     |
| Innocent Emeghara  | Grasshopper Club Zürich | Transfer      | Sommer 2010     |
| Juninho            | FC Solothurn            | ablösefrei    | Sommer 2010     |
| Ermir Lenjani      | Grasshopper Club Zürich | Leihe         | Sommer 2010     |
| Coutinho           | FC Frauenfeld           | ablösefrei    | Winter 2011     |
| Mattias Schnorf    | Atlanta Silverbacks FC  | ?             | Winter 2011     |
| Pasquale Sbarra    | SC YF Juventus          | ablösefrei    | Winter 2011     |

## Resultate

### Challenge League

#### Hinrunde
| 25. Juli 2010, 16:00 Uhr 1. Runde | FC Lausanne-Sport                                     | 4:0            | FC Winterthur        | Stade Olympique de la Pontaise, Lausanne Zuschauer: 3'050 Schiedsrichter: Klossner |
| 25. Juli 2010, 16:00 Uhr 1. Runde | Steuble 13′ Roux 25′ 26′ Celestini 61′ Stadelmann 66′ | Spieltelegramm | 40′ Lüscher 49′ Iten | Stade Olympique de la Pontaise, Lausanne Zuschauer: 3'050 Schiedsrichter: Klossner |

| 31. Juli 2010, 18:00 Uhr 2. Runde | FC Winterthur                                              | 1:3            | SC Kriens                                    | Stadion Schützenwiese, Winterthur Zuschauer: 1'900 Schiedsrichter: Wermelinger |
| 31. Juli 2010, 18:00 Uhr 2. Runde | Iten 21′ Von Niederhäusern 48′ Frangão 65′ 90+3′ Zuffi 78′ | Spieltelegramm | 33′ Javier 50′ Tadic 70′ Imholz 89′ Foschini | Stadion Schützenwiese, Winterthur Zuschauer: 1'900 Schiedsrichter: Wermelinger |

| 9. August 2010, 20:10 Uhr 3. Runde | FC Biel                             | 1:3            | FC Winterthur         | Stadion Gurzelen, Biel Zuschauer: 1'003 Schiedsrichter: Gremaud |
| 9. August 2010, 20:10 Uhr 3. Runde | Moser 18′ Mathys 26′ 55′ Veloso 64′ | Spieltelegramm | 62′ Zuffi 78′ Thüring | Stadion Gurzelen, Biel Zuschauer: 1'003 Schiedsrichter: Gremaud |

| 14. August 2010, 18:00 Uhr 4. Runde | FC Winterthur                       | 3:1            | Servette FC Genève                    | Stadion Schützenwiese, Winterthur Zuschauer: 2'200 Schiedsrichter: Carrel |
| 14. August 2010, 18:00 Uhr 4. Runde | Lüscher 11′ 47′ Bieli 21′ Antic 34′ | Spieltelegramm | 64′ Karanovic 65′ Eudis 80′ Schneider | Stadion Schützenwiese, Winterthur Zuschauer: 2'200 Schiedsrichter: Carrel |

| 21. August 2010, 16:00 Uhr 5. Runde | Yverdon Sport FC           | 0:3            | FC Winterthur                       | Stade Municipal, Yverdon-les-Bains Zuschauer: 1'420 Schiedsrichter: Jaccottet |
| 21. August 2010, 16:00 Uhr 5. Runde | Paulinho 44′ 47' Hebib 77′ | Spieltelegramm | 33′ 72′ Zuffi 36′ Antic 46′ Schnorf | Stade Municipal, Yverdon-les-Bains Zuschauer: 1'420 Schiedsrichter: Jaccottet |

| 30. August 2010, 20:10 Uhr 6. Runde | FC Winterthur                    | 1:2            | FC Aarau                                | Stadion Schützenwiese, Winterthur Zuschauer: 1'420 Schiedsrichter: Huwiler |
| 30. August 2010, 20:10 Uhr 6. Runde | Schnorf 51′ Antic 67′ Iten 90+1′ | Spieltelegramm | 22′ Marazzi 26′ Aratore 68′ Jakovljevic | Stadion Schützenwiese, Winterthur Zuschauer: 1'420 Schiedsrichter: Huwiler |

| 11. September 2010, 18:00 Uhr 7. Runde | FC Chiasso                            | 1:1            | FC Winterthur                                          | Stadio Comunale, Chiasso Zuschauer: 500 Schiedsrichter: Klossner |
| 11. September 2010, 18:00 Uhr 7. Runde | Lodigiani 46′ Perrier 67′ Carrara 74′ | Spieltelegramm | 16′ Schnorf 30′ Antic 46′ Frangão 78′ Iten 79′ Lüscher | Stadio Comunale, Chiasso Zuschauer: 500 Schiedsrichter: Klossner |

| 25. September 2010, 18:00 Uhr 8. Runde | FC Winterthur                                                               | 1:2            | FC Wohlen                              | Stadion Schützenwiese, Winterthur Zuschauer: 1'500 Schiedsrichter: Graf |
| 25. September 2010, 18:00 Uhr 8. Runde | Bieli 8′ (Penalty) Zuffi 36′ Lüscher 57′ Antic 71′ Frangão 76′ Senkal 90+2′ | Spieltelegramm | 7′ Stadelmann 13′ 71′ Tarone 23′ Matos | Stadion Schützenwiese, Winterthur Zuschauer: 1'500 Schiedsrichter: Graf |

| 2. Oktober 2010, 17:30 Uhr 9. Runde | Stade Nyonnais                                 | 3:3            | FC Winterthur                                    | Centre sportif de Colovray, Nyon Zuschauer: 850 Schiedsrichter: Laperrière |
| 2. Oktober 2010, 17:30 Uhr 9. Runde | Tshitumba 7′ 54′ 66′ Germanier 31′ Levrand 63′ | Spieltelegramm | 20′ Lüscher 62′ Bieli 67′ Thüring 70′ Kuzmanovic | Centre sportif de Colovray, Nyon Zuschauer: 850 Schiedsrichter: Laperrière |

| 25. Oktober 2010, 20:10 Uhr 10. Runde | FC Winterthur                                | 2:1            | FC Lugano                 | Stadion Schützenwiese, Winterthur Zuschauer: 2'000 Schiedsrichter: Graf |
| 25. Oktober 2010, 20:10 Uhr 10. Runde | Bieli 4′ Ben Katanha 55′ Iten 69′ Senkal 71′ | Spieltelegramm | 43′ Senger 78′ Campanholi | Stadion Schützenwiese, Winterthur Zuschauer: 2'000 Schiedsrichter: Graf |

| 31. Oktober 2010, 16:00 Uhr 11. Runde | FC Winterthur               | 1:2            | SR Delémont                                                | Stadion Schützenwiese, Winterthur Zuschauer: 2'600 Schiedsrichter: Laperrière |
| 31. Oktober 2010, 16:00 Uhr 11. Runde | Lüscher 73′ Ben Katanha 75′ | Spieltelegramm | 37′ Rodriguez 38′ Xhaqkaj 62′ Germann 84′ Weber 85′ Sirufo | Stadion Schützenwiese, Winterthur Zuschauer: 2'600 Schiedsrichter: Laperrière |

| 7. November 2010, 14:30 Uhr 12. Runde | FC Schaffhausen                                    | 2:1            | FC Winterthur                              | Stadion Breite, Schaffhausen Zuschauer: 1'140 Schiedsrichter: Bertolini |
| 7. November 2010, 14:30 Uhr 12. Runde | Valente 56′ (Penalty) 70′ Mangold 64′ Adeshina 77′ | Spieltelegramm | 48′ 83′ Kuzmanovic 54′ Frangão 55′ Schnorf | Stadion Breite, Schaffhausen Zuschauer: 1'140 Schiedsrichter: Bertolini |

| 14. November 2010, 14:30 Uhr 13. Runde | FC Winterthur                              | 3:1            | FC Wil                        | Stadion Schützenwiese, Winterthur Zuschauer: 2'100 Schiedsrichter: Grossen |
| 14. November 2010, 14:30 Uhr 13. Runde | Lüscher 25′ Ben Katanha 63′ Kuzmanovic 72′ | Spieltelegramm | 57′ Sarr 63′ Muslin 86′ Schär | Stadion Schützenwiese, Winterthur Zuschauer: 2'100 Schiedsrichter: Grossen |

| 28. November 2010, 14:30 Uhr 14. Runde | FC Winterthur       | 2:0            | FC Locarno   | Stadion Schützenwiese, Winterthur Zuschauer: 1'600 Schiedsrichter: Circhetta |
| 28. November 2010, 14:30 Uhr 14. Runde | Ben Katanha 10′ 80′ | Spieltelegramm | 43′ Ziccardi | Stadion Schützenwiese, Winterthur Zuschauer: 1'600 Schiedsrichter: Circhetta |

| 6. Dezember 2010, 20:10 Uhr 15. Runde | FC Vaduz                               | 3:0            | FC Winterthur             | Rheinpark Stadion, Vaduz Zuschauer: 1'047 Schiedsrichter: Klossner |
| 6. Dezember 2010, 20:10 Uhr 15. Runde | Da Cunha 18′ 58′ Merenda 78′ (Penalty) | Spieltelegramm | 59′ Simijonovic 72′ Bieli | Rheinpark Stadion, Vaduz Zuschauer: 1'047 Schiedsrichter: Klossner |

#### Rückrunde
| 20. Februar 2011, 14:30 Uhr 16. Runde | FC Winterthur             | 1:2            | FC Chiasso                                                                        | Stadion Schützenwiese, Winterthur Zuschauer: 1'500 Schiedsrichter: Jaccottet |
| 20. Februar 2011, 14:30 Uhr 16. Runde | Lenjani 60′ 63′ Zuffi 87′ | Spieltelegramm | 30′ Magro 48′ Perrier 72′ Quaresima 85′ Lodigiani 90+2′ Reclari 90+4′ Croci-Torti | Stadion Schützenwiese, Winterthur Zuschauer: 1'500 Schiedsrichter: Jaccottet |

| 26. Februar 2011, 17:30 Uhr 17. Runde | FC Wohlen                 | 1:1            | FC Winterthur                        | Stadion Niedermatten, Wohlen Zuschauer: 750 Schiedsrichter: Carrel |
| 26. Februar 2011, 17:30 Uhr 17. Runde | Mancino 80′ Bijelic 90+2′ | Spieltelegramm | 26′ 52′ Lenjani 32′ Lüscher 39′ Iten | Stadion Niedermatten, Wohlen Zuschauer: 750 Schiedsrichter: Carrel |

| 6. März 2011, 14:30 Uhr 18. Runde | FC Winterthur                    | 0:0            | Stade Nyonnais | Stadion Schützenwiese, Winterthur Zuschauer: 1'700 Schiedsrichter: Gremaud |
| 6. März 2011, 14:30 Uhr 18. Runde | Iten 61′ Von Niederhäusern 90+1′ | Spieltelegramm |                | Stadion Schützenwiese, Winterthur Zuschauer: 1'700 Schiedsrichter: Gremaud |

| 13. März 2011, 15:30 Uhr 19. Runde | SR Delémont                                    | 1:3            | FC Winterthur                                                                                 | La Blancherie, Delémont Zuschauer: 1'970 Schiedsrichter: San |
| 13. März 2011, 15:30 Uhr 19. Runde | Szlykowicz 29′ Baudry 52′ Sirufo 82′ (Penalty) | Spieltelegramm | 16′ Lüscher 29′ Frangão 75′ Antic 76′ Ben Katanha 80′ Zuffi 81′ Von Niederhäusern 90+3′ Vasic | La Blancherie, Delémont Zuschauer: 1'970 Schiedsrichter: San |

| 21. März 2011, 20:10 Uhr 20. Runde | FC Winterthur                                | 1:2            | FC Lausanne-Sport              | Stadion Schützenwiese, Winterthur Zuschauer: 1'500 Schiedsrichter: Zimmermann |
| 21. März 2011, 20:10 Uhr 20. Runde | Schuler 30′ Kuzmanovic 76′ 90+4′ Antic 90+1′ | Spieltelegramm | 22′ Silvio 29′ Traoré 85′ Roux | Stadion Schützenwiese, Winterthur Zuschauer: 1'500 Schiedsrichter: Zimmermann |

| 3. April 2011, 15:00 Uhr 21. Runde | Servette FC                                                                     | 3:3            | FC Winterthur                                                        | Stade de Genève, Lancy Zuschauer: 3'956 Schiedsrichter: Bieri |
| 3. April 2011, 15:00 Uhr 21. Runde | Rüfli 6′ Gonzalez 19′ Vitkieviez 36′ De Azevedo 40′ (Penalty) 70′ Karanovic 58′ | Spieltelegramm | 14′ Lenjani 20′ (Penalty) 71′ Kuzmanovic 56′ Ben Katanha 88′ Schuler | Stade de Genève, Lancy Zuschauer: 3'956 Schiedsrichter: Bieri |

| 9. April 2011, 18:00 Uhr 22. Runde | FC Winterthur                     | 0:0            | FC Schaffhausen               | Stadion Schützenwiese, Winterthur Zuschauer: 2'300 Schiedsrichter: Gremaud |
| 9. April 2011, 18:00 Uhr 22. Runde | Lüscher 48′ Bieli 73′ Schuler 77′ | Spieltelegramm | 79′ Knöpfel 90+2′ Ivanishvili | Stadion Schützenwiese, Winterthur Zuschauer: 2'300 Schiedsrichter: Gremaud |

| 15. April 2011, 19:45 Uhr 23. Runde | SC Kriens             | 2:1            | FC Winterthur         | Stadion Kleinfeld, Kriens Zuschauer: 600 Schiedsrichter: Winter |
| 15. April 2011, 19:45 Uhr 23. Runde | Tadic 11′ Tiamoah 17′ | Spieltelegramm | 14′ Bieli 26′ Schuler | Stadion Kleinfeld, Kriens Zuschauer: 600 Schiedsrichter: Winter |

| 23. April 2011, 18:00 Uhr 24. Runde | FC Winterthur                        | 1:2            | Yverdon Sport FC                         | Stadion Schützenwiese, Winterthur Zuschauer: 2'500 Schiedsrichter: San |
| 23. April 2011, 18:00 Uhr 24. Runde | Kuzmanovic 24′ Lüscher 32′ Zuffi 55′ | Spieltelegramm | 49′ Munsy 65′ Bauziane 75′ 83′ Douillard | Stadion Schützenwiese, Winterthur Zuschauer: 2'500 Schiedsrichter: San |

| 2. Mai 2011, 20:10 Uhr 25. Runde | FC Lugano                                | 2:3            | FC Winterthur                                                                   | Cornaredo, Lugano Zuschauer: 4'125 Schiedsrichter: Jancevski |
| 2. Mai 2011, 20:10 Uhr 25. Runde | Preisig 21′ 82′ Afonso 27′ Montandon 82′ | Spieltelegramm | 53′ Von Niederhäusern 73′ 83′ (Penalty) 90′ 90+1′ Kuzmanovic 82′ Iten 89′ Antic | Cornaredo, Lugano Zuschauer: 4'125 Schiedsrichter: Jancevski |

| 7. Mai 2011, 19:30 Uhr 26. Runde | FC Locarno                             | 4:1            | FC Winterthur              | Stadio Lido, Locarno Zuschauer: 730 Schiedsrichter: Wermelinger |
| 7. Mai 2011, 19:30 Uhr 26. Runde | Sadiku 20′ Schuler 21′ Hassell 69′ 78′ | Spieltelegramm | 54′ 83′ Lenjani 68′ Ritter | Stadio Lido, Locarno Zuschauer: 730 Schiedsrichter: Wermelinger |

| 11. Mai 2011, 19:45 Uhr 27. Runde | FC Winterthur                                      | 1:1            | FC Vaduz                    | Stadion Schützenwiese, Winterthur Zuschauer: 1'500 Schiedsrichter: Busacca |
| 11. Mai 2011, 19:45 Uhr 27. Runde | Iten 60′ Kuzmanovic 73′ Radice 84′ Ben Katanha 86′ | Spieltelegramm | 65′ (Penalty) 90+3′ Cerrone | Stadion Schützenwiese, Winterthur Zuschauer: 1'500 Schiedsrichter: Busacca |

| 14. Mai 2011, 17:30 Uhr 28. Runde | FC Aarau                                                    | 1:0            | FC Winterthur                       | Stadion Brügglifeld, Suhr Zuschauer: 2'500 Schiedsrichter: Gremaud |
| 14. Mai 2011, 17:30 Uhr 28. Runde | Gonçalves 9′ Burki 28′ Rapisarda 46′ Stojkov 54′ Ionita 65′ | Spieltelegramm | 58′ Lekaj 72′ Radice 90+1′ Sprunger | Stadion Brügglifeld, Suhr Zuschauer: 2'500 Schiedsrichter: Gremaud |

| 21. Mai 2011, 19:30 Uhr 29. Runde | FC Winterthur                       | 1:1            | FC Biel                     | Stadion Schützenwiese, Winterthur Zuschauer: 2'600 Schiedsrichter: Laperrière |
| 21. Mai 2011, 19:30 Uhr 29. Runde | Antic 43′ Bieli 71′ Ben Katanha 77′ | Spieltelegramm | 65′ (Penalty) 90+3′ Cerrone | Stadion Schützenwiese, Winterthur Zuschauer: 2'600 Schiedsrichter: Laperrière |

| 25. Mai 2011, 19:30 Uhr 30. Runde | FC Wil                              | 2:1            | FC Winterthur      | Stadion Bergholz, Wil Zuschauer: 1'150 Schiedsrichter: Huwiler |
| 25. Mai 2011, 19:30 Uhr 30. Runde | Bastida 16′ Cavusevic 28′ Schär 46′ | Spieltelegramm | 56′ Iten 64′ Antic | Stadion Bergholz, Wil Zuschauer: 1'150 Schiedsrichter: Huwiler |

### Schweizer Cup
| 19. September 2010, 15:00 Uhr 1. Runde | FC Freienbach                            | 2:3            | FC Winterthur                               | Sportplatz Chrummen, Freienbach Zuschauer: 1250 Schiedsrichter: Winter |
| 19. September 2010, 15:00 Uhr 1. Runde | Drmic 62′ Forrer 74′ Stoop 87′ Ernst 92′ | Spieltelegramm | 71′ 111′ Schuler 110′ Lüscher 120′ Sprunger | Sportplatz Chrummen, Freienbach Zuschauer: 1250 Schiedsrichter: Winter |

| 16. Oktober 2010, 17:30 Uhr 2. Runde | FC Wohlen                                  | 5:1            | FC Winterthur              | Stadion Niedermatten, Wohlen Zuschauer: 650 Schiedsrichter: Bertolini |
| 16. Oktober 2010, 17:30 Uhr 2. Runde | Schuler 3′ Bijelic 28′ 66′ Schultz 54′ 83′ | Spieltelegramm | 35′ Lüscher 90′ Kuzmanovic | Stadion Niedermatten, Wohlen Zuschauer: 650 Schiedsrichter: Bertolini |

## Statistik

### Teamstatistik
| Wettbewerb       | Punkte | daheim | daheim | daheim | daheim | daheim | auswärts | auswärts | auswärts | auswärts | auswärts | Total | Total | Total | Total | Total | Tordifferenz |
| Wettbewerb       | Punkte | Sp     | G      | U      | N      | TV     | Sp       | G        | U        | N        | TV       | Sp    | G     | U     | N     | TV    | Tordifferenz |
| ---------------- | ------ | ------ | ------ | ------ | ------ | ------ | -------- | -------- | -------- | -------- | -------- | ----- | ----- | ----- | ----- | ----- | ------------ |
| Challenge League | 32     | 15     | 5      | 4      | 6      | 20:19  | 15       | 3        | 4        | 8        | 22:32    | 30    | 8     | 8     | 14    | 42:51 | −9           |
| Schweizer Cup    | –      | 0      | 0      | 0      | 0      | 0:0    | 2        | 1        | 0        | 1        | 3:8      | 2     | 1     | 0     | 1     | 3:8   | −5           |
| Total            | –      | 15     | 5      | 4      | 6      | 20:19  | 17       | 16       | 3        | 5        | 25:40    | 32    | 9     | 8     | 15    | 45:59 | −14          |

### Saisonverlauf
| Spieltag | 1  | 2  | 3  | 4  | 5 | 6  | 7  | 8  | 9  | 10 | 11 | 12 | 13 | 14 | 15 | 16 | 17 | 18 | 19 | 20 | 21 | 22 | 23 | 24 | 25 | 26 | 27 | 28 | 29 | 30 |
| -------- | -- | -- | -- | -- | - | -- | -- | -- | -- | -- | -- | -- | -- | -- | -- | -- | -- | -- | -- | -- | -- | -- | -- | -- | -- | -- | -- | -- | -- | -- |
| Spielort | A  | H  | A  | H  | A | H  | A  | H  | A  | H  | H  | A  | H  | H  | A  | H  | A  | H  | A  | H  | A  | H  | A  | H  | A  | A  | H  | A  | H  | N  |
| Resultat | N  | N  | S  | S  | S | N  | U  | N  | U  | S  | N  | N  | S  | S  | N  | N  | U  | U  | S  | N  | U  | N  | N  | N  | S  | N  | U  | N  | U  | N  |
| Platz    | 16 | 16 | 16 | 13 | 9 | 12 | 12 | 11 | 11 | 11 | 12 | 11 | 10 | 8  | 11 | 11 | 10 | 9  | 8  | 10 | 10 | 11 | 11 | 12 | 11 | 12 | 12 | 13 | 12 | 13 |

Quelle: Saison-Archiv Challenge League – Detailrangliste 2010/11. Swiss Football League, abgerufen am 21. Januar 2019.
Legende: Spielort: H = Heim; A = Auswärts. Resultat: S = Sieg; U = Unentschieden; N = Niederlage

### Spielerstatistik
| Spieler                | Challenge League | Challenge League | Challenge League | Challenge League | Schweizer Cup | Schweizer Cup | Schweizer Cup | Schweizer Cup | Total    | Total | Total       | Total      |
| Spieler                | Einsätze         | Tore             | Gelbe Karte      | Rote Karte       | Einsätze      | Tore          | Gelbe Karte   | Rote Karte    | Einsätze | Tore  | Gelbe Karte | Rote Karte |
| ---------------------- | ---------------- | ---------------- | ---------------- | ---------------- | ------------- | ------------- | ------------- | ------------- | -------- | ----- | ----------- | ---------- |
| Goran Antic            | 27               | 4                | 6                | 0                | 2             | 0             | 0             | 0             | 29       | 4     | 6           | 0          |
| Newton Ben Katanha     | 19               | 6                | 3                | 0                | 1             | 0             | 0             | 0             | 20       | 6     | 3           | 0          |
| Rainer Bieli           | 28               | 7                | 2                | 0                | 2             | 0             | 0             | 0             | 30       | 7     | 2           | 0          |
| Coutinho               | 1                | 0                | 0                | 0                | 0             | 0             | 0             | 0             | 1        | 0     | 0           | 0          |
| Vilson Doda            | 11               | 0                | 0                | 0                | 2             | 0             | 0             | 0             | 13       | 0     | 0           | 0          |
| Luis Frangão           | 18               | 1                | 5                | 0                | 1             | 0             | 0             | 0             | 19       | 1     | 5           | 0          |
| Stefan Iten            | 27               | 1                | 10               | 0                | 2             | 0             | 0             | 0             | 29       | 1     | 10          | 0          |
| Kristian Kuzmanovic    | 22               | 8                | 5                | 0                | 1             | 1             | 0             | 0             | 23       | 9     | 5           | 0          |
| Christian Leite        | 21               | 0                | 0                | 0                | 1             | 0             | 0             | 0             | 22       | 0     | 0           | 0          |
| Ermir Lenjani          | 14               | 4                | 3                | 0                | 0             | 0             | 0             | 0             | 14       | 4     | 3           | 0          |
| Granit Lekaj           | 9                | 0                | 1                | 0                | 0             | 0             | 0             | 0             | 9        | 0     | 1           | 0          |
| Sven Lüscher           | 27               | 4                | 8                | 0                | 2             | 1             | 1             | 0             | 29       | 5     | 9           | 0          |
| Luca Radice            | 24               | 1                | 1                | 0                | 1             | 0             | 0             | 0             | 25       | 1     | 1           | 0          |
| Dominik Ritter         | 12               | 0                | 1                | 0                | 0             | 0             | 0             | 0             | 12       | 0     | 1           | 0          |
| Luca Russheim          | 0                | 0                | 0                | 0                | 0             | 0             | 0             | 0             | 0        | 0     | 0           | 0          |
| Pasquale Sbarra        | 0                | 0                | 0                | 0                | 0             | 0             | 0             | 0             | 0        | 0     | 0           | 0          |
| Mattias Schnorf        | 10               | 1                | 2                | 1                | 1             | 0             | 0             | 0             | 11       | 1     | 2           | 1          |
| Patrik Schuler         | 25               | 0                | 4                | 0                | 2             | 1             | 1             | 0             | 27       | 1     | 5           | 0          |
| Denis Simijonovic      | 8                | 0                | 1                | 0                | 0             | 0             | 0             | 0             | 8        | 0     | 1           | 0          |
| Matteus Senkal         | 3                | 0                | 2                | 0                | 1             | 0             | 0             | 0             | 4        | 0     | 2           | 0          |
| Daniel Sereinig        | 9                | 0                | 0                | 0                | 0             | 0             | 0             | 0             | 9        | 0     | 0           | 0          |
| Fabio Serafini         | 5                | 0                | 0                | 0                | 1             | 0             | 0             | 0             | 6        | 0     | 0           | 0          |
| Michel Sprunger        | 17               | 0                | 1                | 0                | 2             | 0             | 0             | 0             | 19       | 0     | 1           | 0          |
| Nico Thüring           | 18               | 2                | 0                | 0                | 2             | 0             | 0             | 0             | 20       | 2     | 0           | 0          |
| Raymond Tinner         | 0                | 0                | 0                | 0                | 0             | 0             | 0             | 0             | 0        | 0     | 0           | 0          |
| Josip Uzelac           | 0                | 0                | 0                | 0                | 0             | 0             | 0             | 0             | 0        | 0     | 0           | 0          |
| Murat Ural             | 9                | 0                | 0                | 0                | 0             | 0             | 0             | 0             | 9        | 0     | 0           | 0          |
| Vaso Vasić             | 9                | 0                | 1                | 0                | 1             | 0             | 0             | 0             | 10       | 0     | 1           | 0          |
| Marko Vasilj           | 0                | 0                | 0                | 0                | 0             | 0             | 0             | 0             | 0        | 0     | 0           | 0          |
| Nick von Niederhäusern | 24               | 0                | 3                | 0                | 1             | 0             | 0             | 0             | 25       | 0     | 3           | 0          |
| Luca Zuffi             | 19               | 2                | 6                | 0                | 2             | 0             | 0             | 0             | 21       | 2     | 6           | 0          |